# Dūzāl
Dūzāl (persiska: دوزال) är en ort i Iran.   Den ligger i provinsen Östazarbaijan, i den nordvästra delen av landet, 600 km nordväst om huvudstaden Teheran. Dūzāl ligger 558 meter över havet och antalet invånare är 496.
Terrängen runt Dūzāl är bergig åt sydväst, men åt nordost är den kuperad. Dūzāl ligger nere i en dal. Runt Dūzāl är det ganska glesbefolkat, med 27 invånare per kvadratkilometer. Närmaste större samhälle är Sīah Rūd, 19,6 km väster om Dūzāl. Trakten runt Dūzāl består i huvudsak av gräsmarker.